# Barile (Italia)
Barile (Barilli in arbëreshë, Barìlë in dialetto lucano) è un comune italiano di 2 527 abitanti della provincia di Potenza in Basilicata.
È una delle colonie albanesi d'Italia della regione Basilicata (insieme alle comunità lucano-albanesi di Ginestra, Maschito, San Costantino Albanese e San Paolo Albanese) fondata sul finire del XV secolo da esuli albanesi in fuga dalle persecuzioni turco-ottomane. Gli abitanti da oltre cinque secoli conservano l'uso corrente della lingua arbëreshe e la consapevolezza critica della propria identità etnica e culturale italo-albanese.
Feudo prima dei Caracciolo e dopo dei Carafa, mantenne il rito bizantino - tipico degli albanesi - fino al XVII secolo, quando la comunità fu spinta ad abbandonare il "rito greco" con una forzata latinizzazione rituale. È parte integrante dell'Associazione nazionale città dell'olio e dell'Associazione nazionale città del vino.

## Geografia fisica

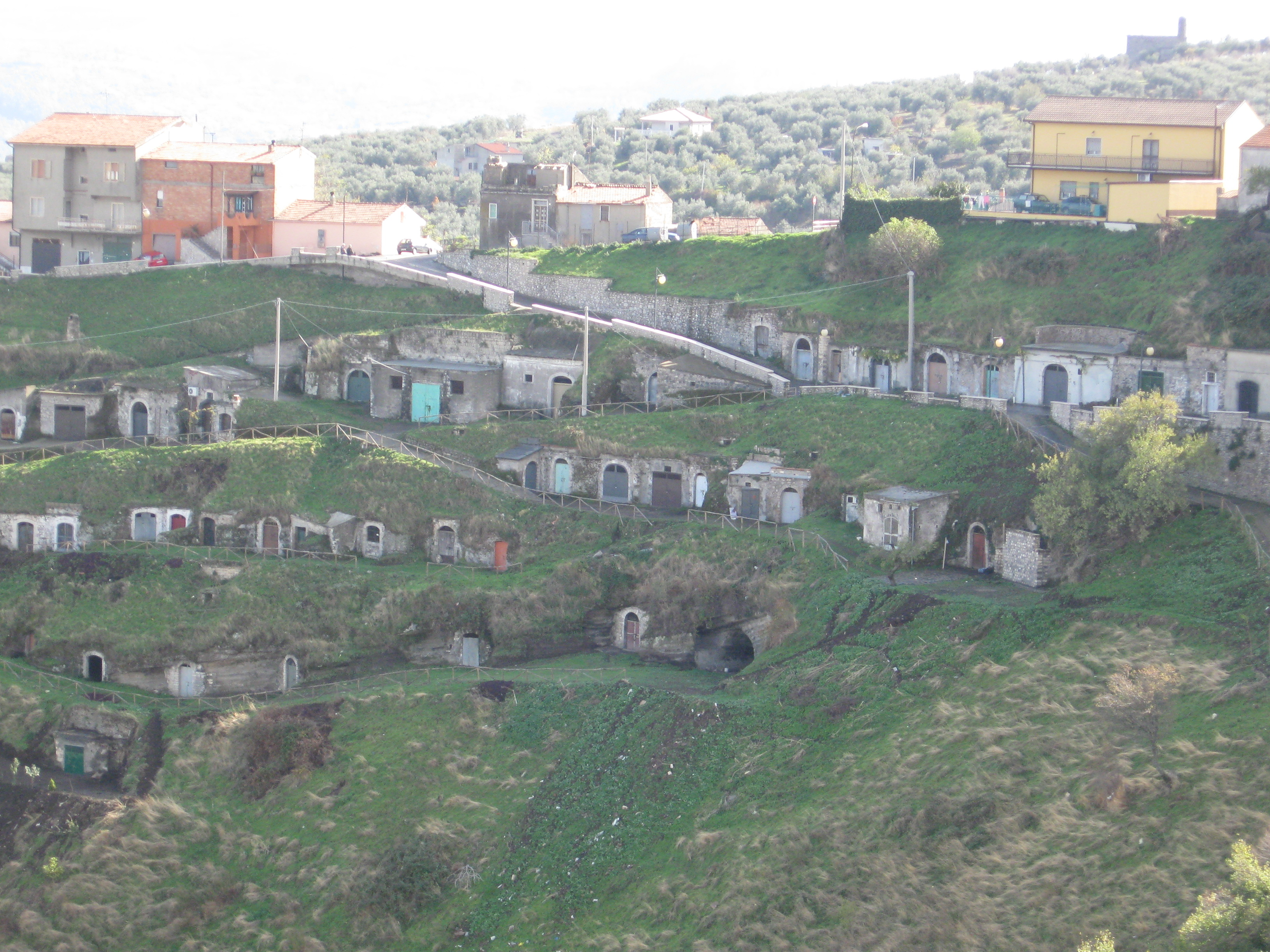
Sheshë

Barile sorge a 664 m s.l.m., su due colline tufacee separate da un burrone, nella parte settentrionale della provincia, nel Vulture-Melfese.
Confina con i comuni di: Rionero in Vulture (3 km), Ginestra e Rapolla (7 km), Ripacandida (12 km), Venosa (16 km).
Caratteristica fisica del territorio barilese è, alle spalle delle cantine, il Sheshë, un massiccio collinare caratterizzato da una miriade di grotte scavate nel tufo e adibite, nel passato e oggi in misura minore, a depositi per la custodia del vino.

## Storia

### Origini e primi sviluppi
Non si conosce con esattezza l'origine del toponimo: alcuni ritengono che derivi da Barrale o Barelium, termine che indicava i dazi sui greggi. Altri credono che venga dai barili di legno, usati per conservare il famoso vino coltivato nella zona: l'Aglianico del Vulture. A dimostrazione di ciò sarebbe il suo stemma, che illustra un barile fra due alberi d'abete e un grappolo d'uva.
Il casale di Barile esisteva, comunque, al tempo di Roberto d'Angiò, all'inizio del XIV secolo, come testimoniato da un documento del 1332 che parla dei due casali di Barile e di Rionero in Vulture. Il vescovo di Rapolla decise di far popolare Barile da gente straniera al Regno, avendo come privilegio l'esenzione dei tributi fiscali per un decennio.

### Età moderna
Il casale fu realmente fondato e crebbe dal XIV al XVII secolo a seguito dell'immigrazione di quattro colonie di greci-albanesi, che portarono con sé i loro usi, cultura e il culto religioso. Dopo la caduta di Scutari nel 1477 e, dopo la caduta della fortezza di Corone, città albanese della Morea, nel 1532, la regione del Vulture venne popolata dalle ondate di gruppi di albanesi che fuggivano dalle invasioni turche. Questa è ricordata nella storia delle colonie albanesi come la quinta migrazione e risale agli anni 1533-1534.
La prima colonia greco-albanese, dei cosiddetti Arbëreshë, arrivò nella zona probabilmente nel 1477 e fu soprannominata dalle popolazioni locali "colonia di Clefiti". La seconda colonia, definita dei "Coronei" perché provenienti da Corone, arrivò intorno al 1534, dato che la loro città di origine fu abbandonata a seguito di una pestilenza. La seconda ondata di profughi si stanziò sulla stessa collina scelta dagli Arbëreshe precedenti.
La terza colonia giunse nel 1597 ed era composta da, approssimativamente, trenta famiglie di Coronei provenienti da Melfi, stanziatisi a Barile dopo numerose ostilità con la popolazione melfitana, mentre la quarta colonia arrivò all'incirca nel 1675, quella dei "Mainotti", così chiamata perché provenienti da Laconia e da Maina, l'antica Leuctra. Furono chiamati anche "Camiciotti", per via della camicia nera che indossavano. Nell'anno 1664, la popolazione di Maida in Albania, dopo una ribellione ferocemente domata dai turchi, migrò verso Barile, già popolata da albanesi, dando vita alla sesta migrazione.

### La tarda modernità e l'Età contemporanea
Il centro, abbastanza popoloso, seguì, senza particolari avvenimenti, le sorti del resto della zona e fu sottoposto alla giurisdizione feudale dei Caracciolo di Torella; in paese, nel monastero dei Carmelitani, come lettore di teologia insegnò il celebre docente Michele Granata, secondo una tradizione di studi teologici e giuridici che a Barile aveva già prodotto il giureconsulto Domenico Moro, esperto di diritto penale, morto nel 1773 e, in età postnapoleonica, l'avvocato Antonio Torelli, autore di traduzioni, come l'Eneide in ottava rima e vari poemetti.
Nel 1799, con l'instaurazione della Repubblica Napoletana e l'inserimento della zona nel Dipartimento del Bradano, anche a Barile fu costituita una municipalità democratica e popolare, poi sciolta dopo i fatti del maggio-giugno, con il passaggio delle orde sanfediste del cardinale Ruffo. Di notevole importanza nella vita della Municipalità barilese fu Nicola Caputo, attivo propagandista, con proclami e l'impegno personale a innalzare l'albero della libertà, insieme all'avvocato Giovanni Prete e al medico Michele Scalese.
In età napoleonica e durante la seconda Restaurazione, si distinse l'opera di Nicola De Rosa, comandante del Distretto di Melfi e già ufficiale dell'esercito murattiano: cultore di archeologia e di studi storici, fu possessore di una vasta raccolta numismatica, poi ereditata dagli Iannuzzi di Andria, imparentati ai De Rosa attraverso una figlia del maggiore Nicola; altresì notevole fu l'operato dell'ex giacobino Giovanni Prete, affiliato alla Carboneria e sospettato, nel 1840, per il possesso di alcune "carte settarie".
Nel 1861 il paese, già gravemente danneggiato e spopolato dal terremoto di dieci anni prima, che aveva fatto ben 105 vittime, fu investito in pieno dai fatti del brigantaggio lucano, con personaggi come Michele Volonnino e Caporal Teodoro, uomini fedeli a Carmine Crocco, che imperversava nella zona del Vulture e della Valle di Vitalba: proprio il 16 aprile 1861 i briganti, respinti da una carica di bersaglieri, invasero Barile, saccheggiandola fino a sera agli ordini di Luigi Romaniello.
Il 23 luglio 1930, anche Barile venne danneggiata dal terremoto del Vulture, che colpì le province di Avellino e Potenza.

### Simboli
Lo stemma e il gonfalone sono stati concessi con DPR n. 3645 del 12 giugno 1984.
Lo stemma comunale si presenta troncato: nella parte superiore d'argento è rappresentata la Madonna col Bambino, nascente dalla troncatura, il Bambino tenente in mamo un grappolo d'uva di porpora; in quella inferiore di rosso un barile coricato d'argento, sormontato da un tralcio di vite fruttato e pampinoso al naturale. Sotto lo scudo, su lista bifida di rosso, il motto "Mater Gracie".
Il gonfalone è un drappo troncato di rosso e di bianco.

## Monumenti e luoghi d'interesse
Il centro storico, con le sue caratteristiche strade, è una delle caratteristiche più notevoli di Barile, che si distingue per archi, portali, strade lastricate in pietra.

### Architetture religiose

#### Santuario della Madonna di Costantinopoli (Kriptja Shëmbriës Kostandinopullët)

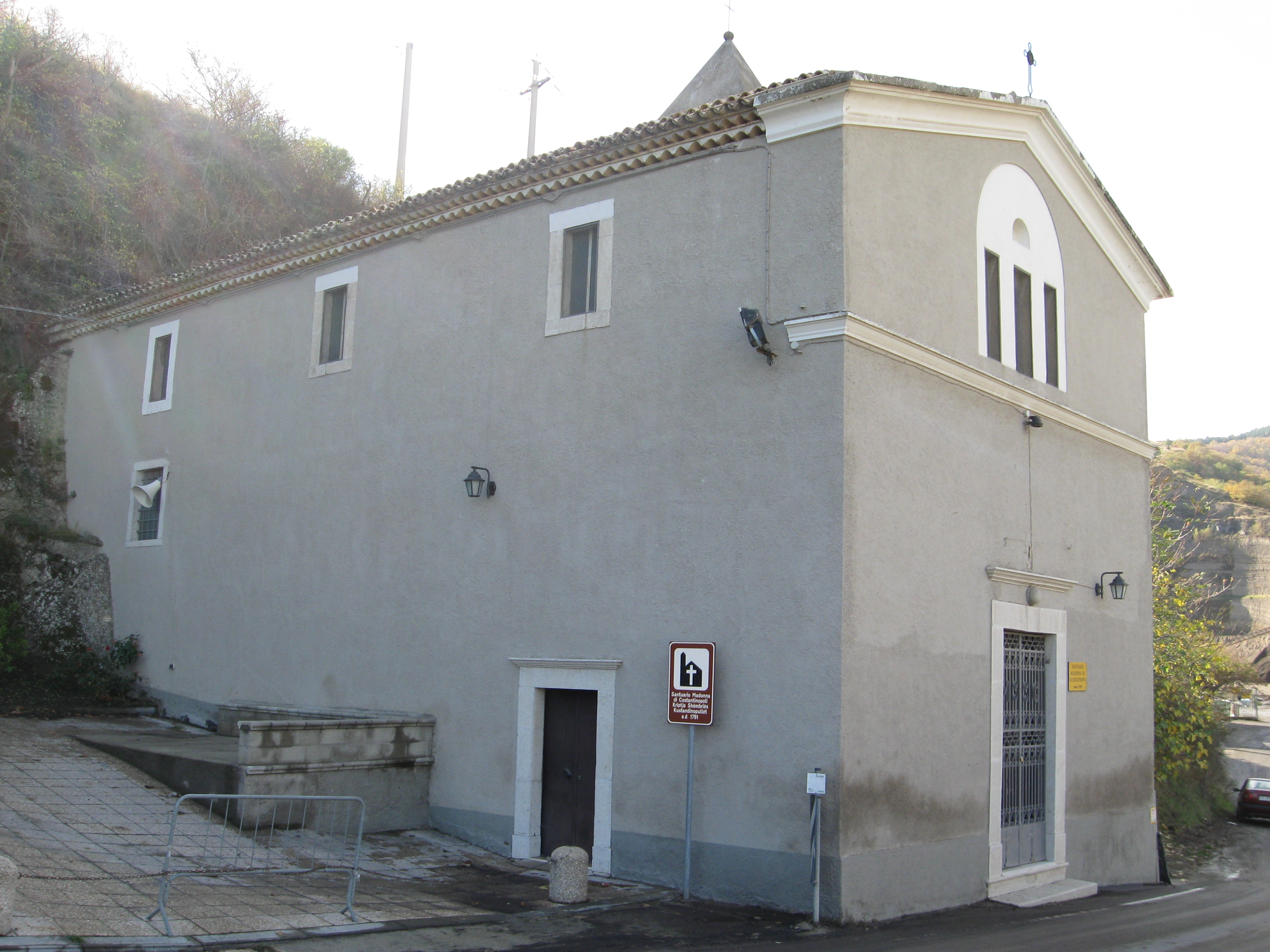
Chiesa della Madonna di Costantinopoli

La chiesa della Madonna di Costantinopoli (protettrice di Barile) fu probabilmente costruita nella metà del XVII secolo. Secondo la tradizione, la Madonna indicò ad un contadino mentre sognava il luogo dove scavando avrebbe trovato dipinto sul tufo la sua immagine. L'edificio conserva un affresco murale della Madonna, in stile bizantino del XIV secolo.
Alla protettrice della città è dedicata anche la chiesa madre, ove si trova invece un dipinto bizantino del XV secolo, che rappresenta Nostra Signora di Costantinopoli e una tela del XVII secolo, raffigurante la Madonna trafitta da sette stiletti.

#### Chiesa dei Santi Atanasio e Rocco (Klisha Shen Tanasit dhe Rrokut)

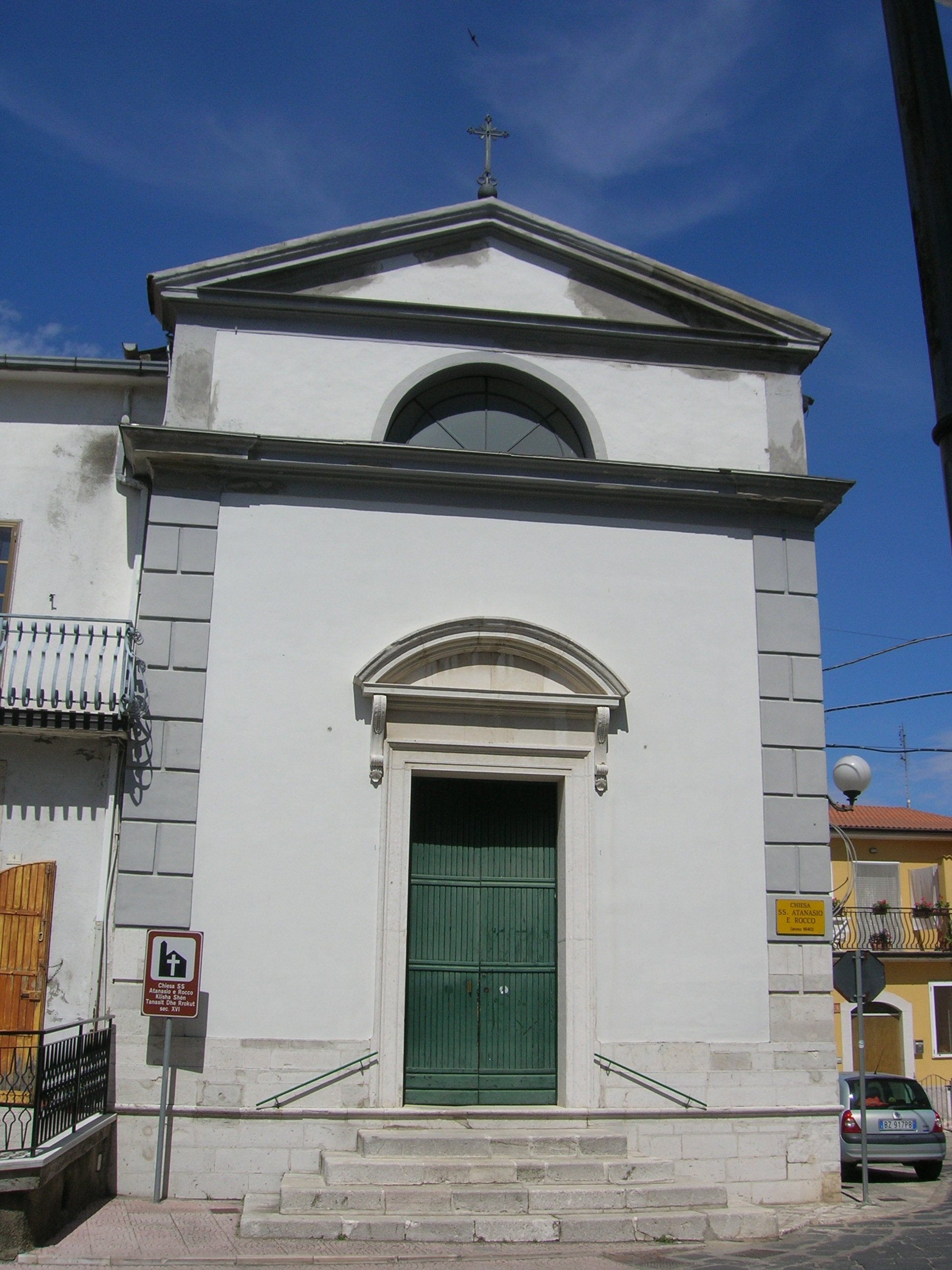
Chiesa di Sant'Atanasio e San Rocco

Fu costruita attorno al 1640 dalla confraternita dei morti, sotto la vigilanza di Raffaele Daniele, come recita il quadro sulla volta maggiore. Essa fu più volte restaurata nel corso dei secoli, fino ad assumere il suo assetto attuale che, soprattutto se si guarda agli altari, risale al XIX secolo.

#### Chiesa di San Nicola (Klisha Shën Kollët)
La chiesa di San Nicola Vescovo fu la prima ad essere edificata nel paese.
Nella chiesa di San Nicola è custodita una tela, raffigurante l'annunciazione, del 1464 e un altro dipinto del pittore Girolamo Bresciano del Seicento. Nella piazza della città si trova la fontana dello Steccato, costruita nel 1713.

#### Chiesa di Santa Maria delle Grazie

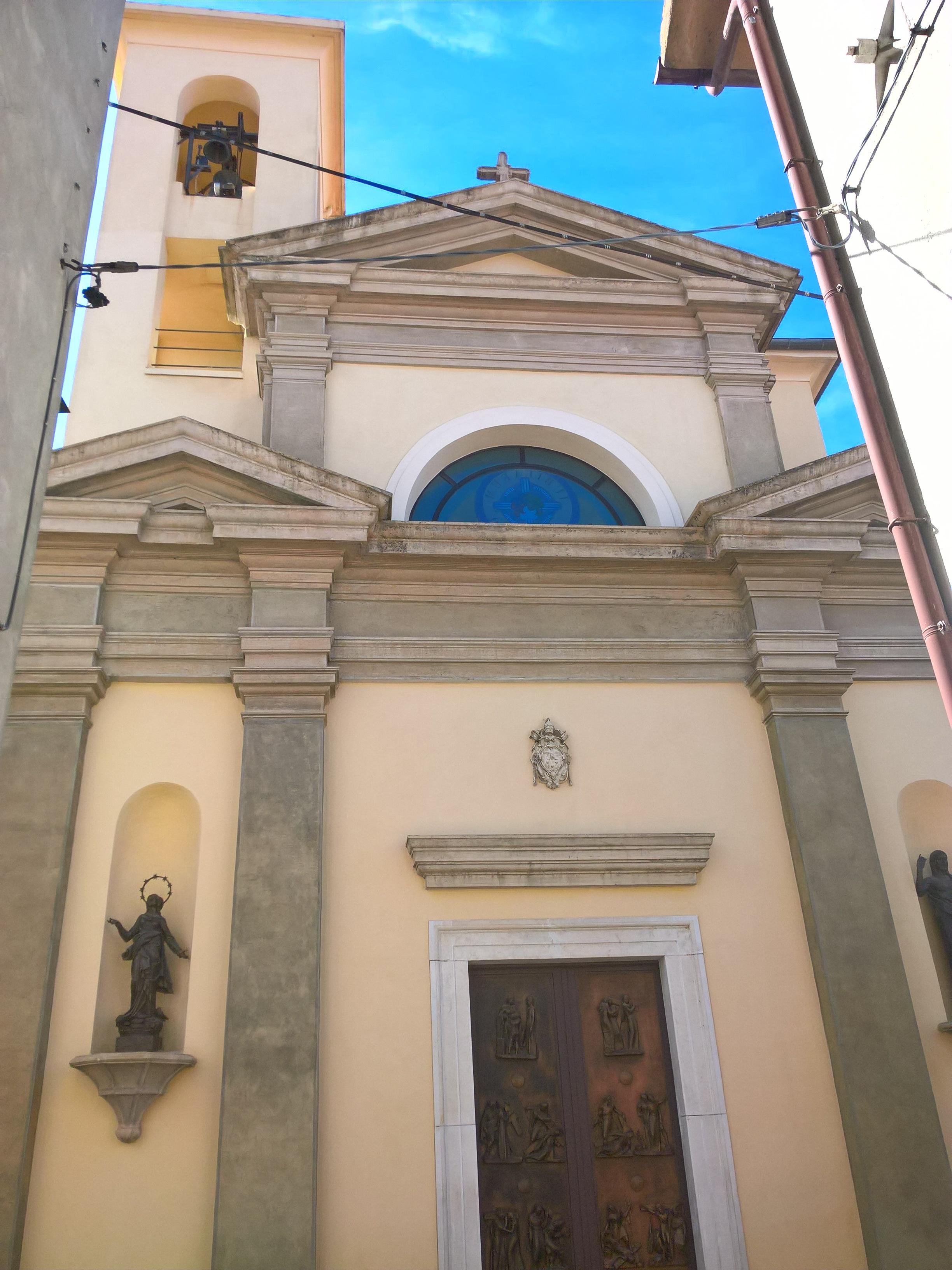
La facciata principale della chiesa

Parrocchiale del paese, venne ricostruita tra la fine del XVIII e l'inizio del XIX secolo.

### Architetture civili

#### Fontana dello steccato

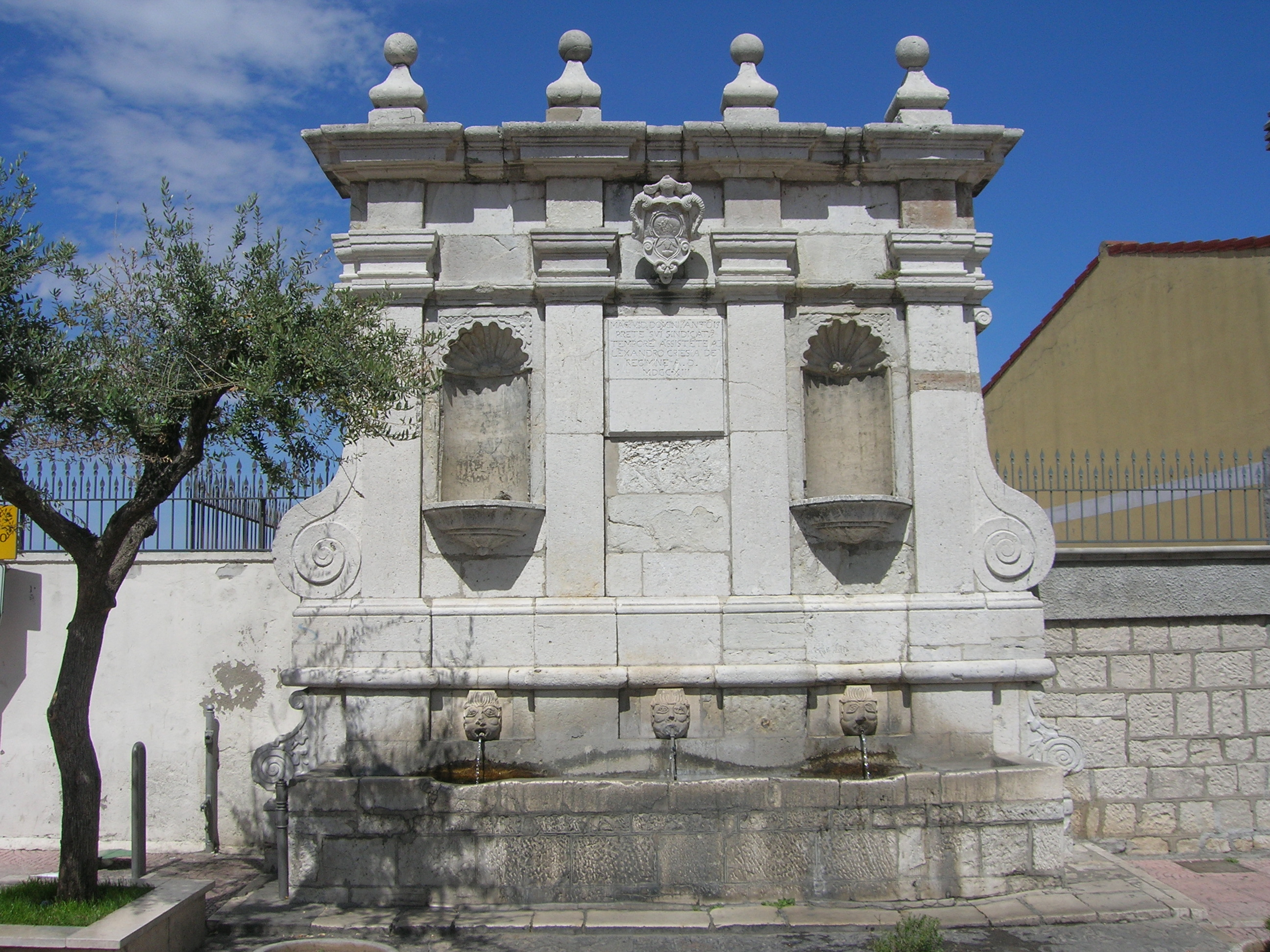
Fontana dello Steccato

La Fontana dello Steccato è situata in piazza Garibaldi, già piazza dello Steccato, ed è il monumento più caratteristico di Barile. Essa fu costruita nel 1713, come recita l’epigrafe in sommità, sotto il "sindacato" del dott. Domenico Prete con l'assistenza di Alessandro Criesia Decurione.
Era inizialmente collocata sul lato opposto della piazza, ma in seguito al terremoto del 1930, dopo una risistemazione della piazza stessa, fu ricollocata nella sua attuale posizione in seguito con un lavoro di smontaggio e ricomposizione. Costruita in pietra locale, è costituita da un assetto monumentale con una facciata tripartita da quattro paraste di ordine tuscanico su piedistallo, che basano su di un elemento pulvinato. Tra le paraste troviamo due nicchie con catino a conchiglia situate nelle sezioni estreme. Nella sezione centrale è presente un’epigrafe commemorativa. L'intera facciata è stretta tra due volute decorative, che inseriscono il monumento in un linguaggio pienamente barocco.
La trabeazione non è pienamente ascrivibile ad un'ispirazione classica, ma è rielaborata e semplificata, resa quasi atipica. Il fregio, infatti, non è delineato inferiormente da un architrave tripartito, come era uso, ma solo superiormente da una cornice sovrastata da decorazioni poste in corrispondenza delle paraste.
Per quanto riguarda la parte inferiore, relativa alla vasca, troviamo tre mascheroni, da cui sgorga l'acqua, che hanno una funzione apotropaica, e riflettono lo spirito religioso e superstizioso della cultura popolare barilese e in generale di tutto il Vulture Melfese. Una ulteriore funzione decorativa è svolta da altre due volute più piccole, situate nella parte inferiore e che incorniciano la vasca. Quasi a coronare l'intera struttura vi è un medaglione, immediatamente al di sotto della cornice, in cui è impressa la data di costruzione ed un’icona della Vergine Maria, Madonna di Costantinopoli, patrona della cittadina. Lo stemma, è sorretto da un’altra figura apotropaica, presenta anche la rappresentazione di un grappolo d’uva al di sopra di un barile, simbolo della cultura agreste del territorio, legata alla produzione del vino.
Notevoli le case palazziate appartenenti a famiglie che, nel corso della tarda Età moderna, acquisirono patrimoni di carattere latifondistico. Ad esempio, si distinguono Palazzo De Rosa (il cui stemma cadde a seguito del terremoto del 1980), Palazzo Caracciolo, Palazzo Frusci, il cinquecentesco Palazzo Piacentini e Palazzo Bozza.

#### Parco urbano delle cantine
Un unicum di 131 grotte e cantine scavate nel tufo vulcanico, nel remoto quartiere “Sheshi”, che in Albanese indica la piazza del paese che era lì ubicato nel secolo XV. Diverse abbandonate, molte attive, ancora oggi si conserva il pregiato vino Aglianico del Vulture DOC e DOCG. È in quello che è diventato Parco urbano delle Cantine, tutelate dal Comune Barile, che Pierpaolo Pasolini girò nel 1964 alcune celeberrime scene del Film "Il Vangelo secondo Matteo". Nella cantina di Pasquale Rella “a forma di cavo orale” girò la Natività di Nostro Signore con Margherita Caruso (la Madonna giovane) ed altre con Enrique Irazoqui (il Cristo). La Strage degli Innocenti, l’Adorazione dei Re Magi, la Fuga di Maria e Giuseppe in Egitto, la Congiura dei Centurioni, le altre quattro sequenze girate qui.

## Società

### Evoluzione demografica
Abitanti censiti

### Etnie e minoranze straniere
Secondo i dati ISTAT al 31 dicembre 2009 la popolazione straniera residente era di 133 persone. Le nazionalità maggiormente rappresentate in base alla loro percentuale sul totale della popolazione residente erano:
Albania 77 2,55%

### Tradizioni e folclore
- Venerdì Santo: Sacra Rappresentazione (Via Crucis con Personaggi viventi)
- 19 marzo: Falò di San Giuseppe
- Martedì dopo Pentecoste: Festa Patronale della Madonna di Costantinopoli
- 15 giugno: Benedizione del pane e degli animali domestici davanti alla chiesa dei SS. Attanasio e Rocco
- 24 giugno: Battesimo delle bambole

#### Venerdì Santo:Via Cruciscon personaggi viventi

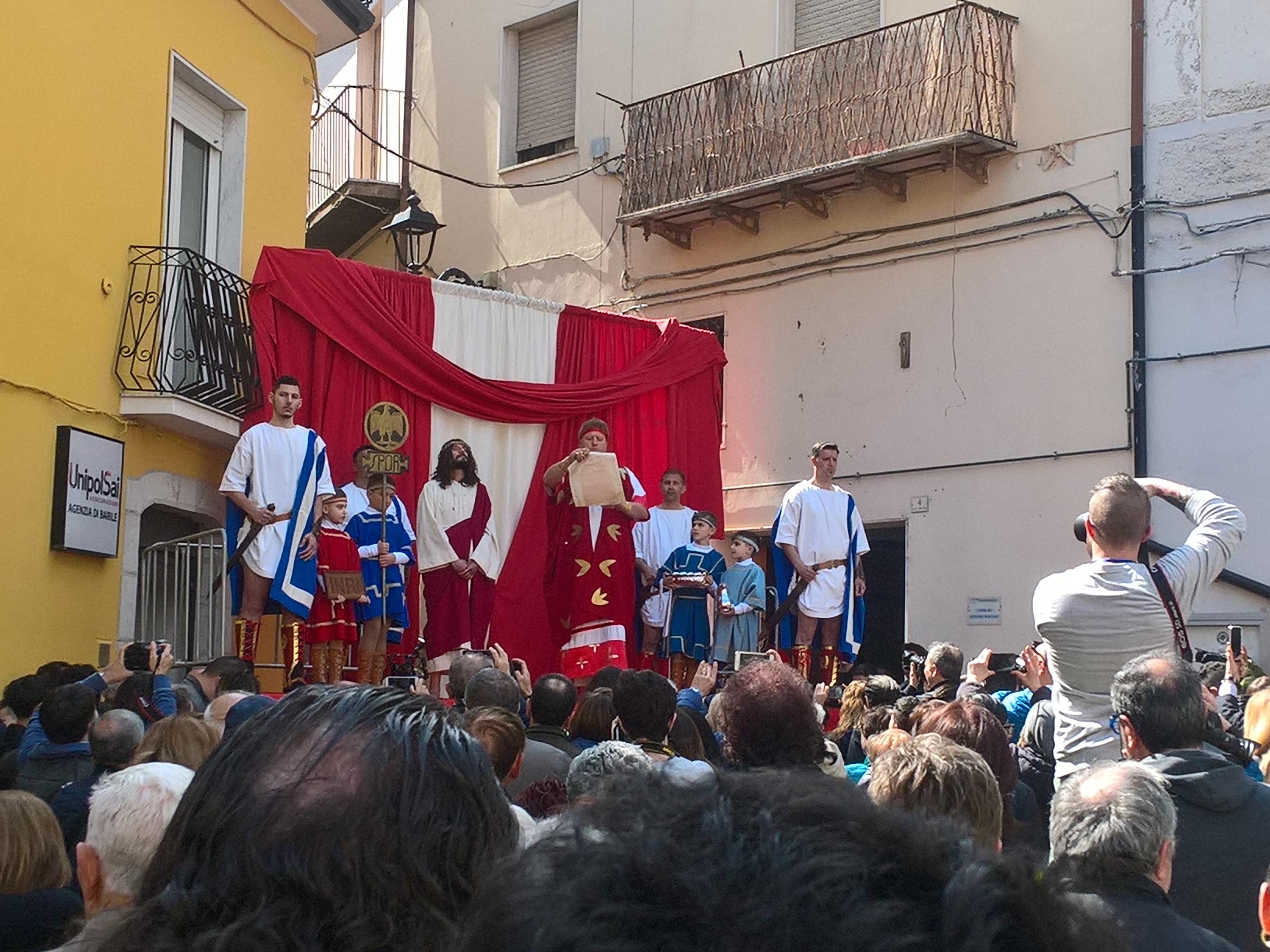
Processo da Gesù

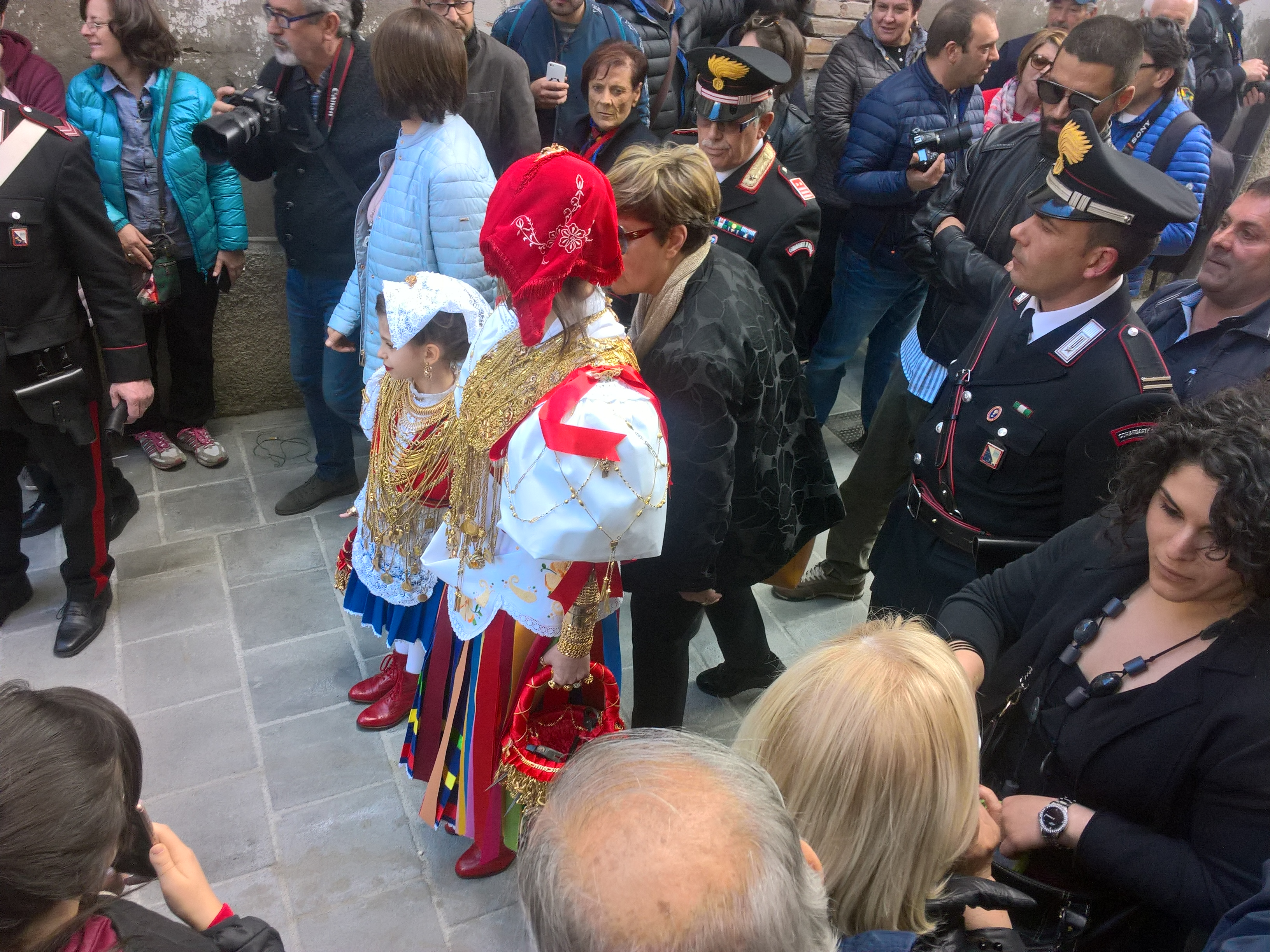
La zingara

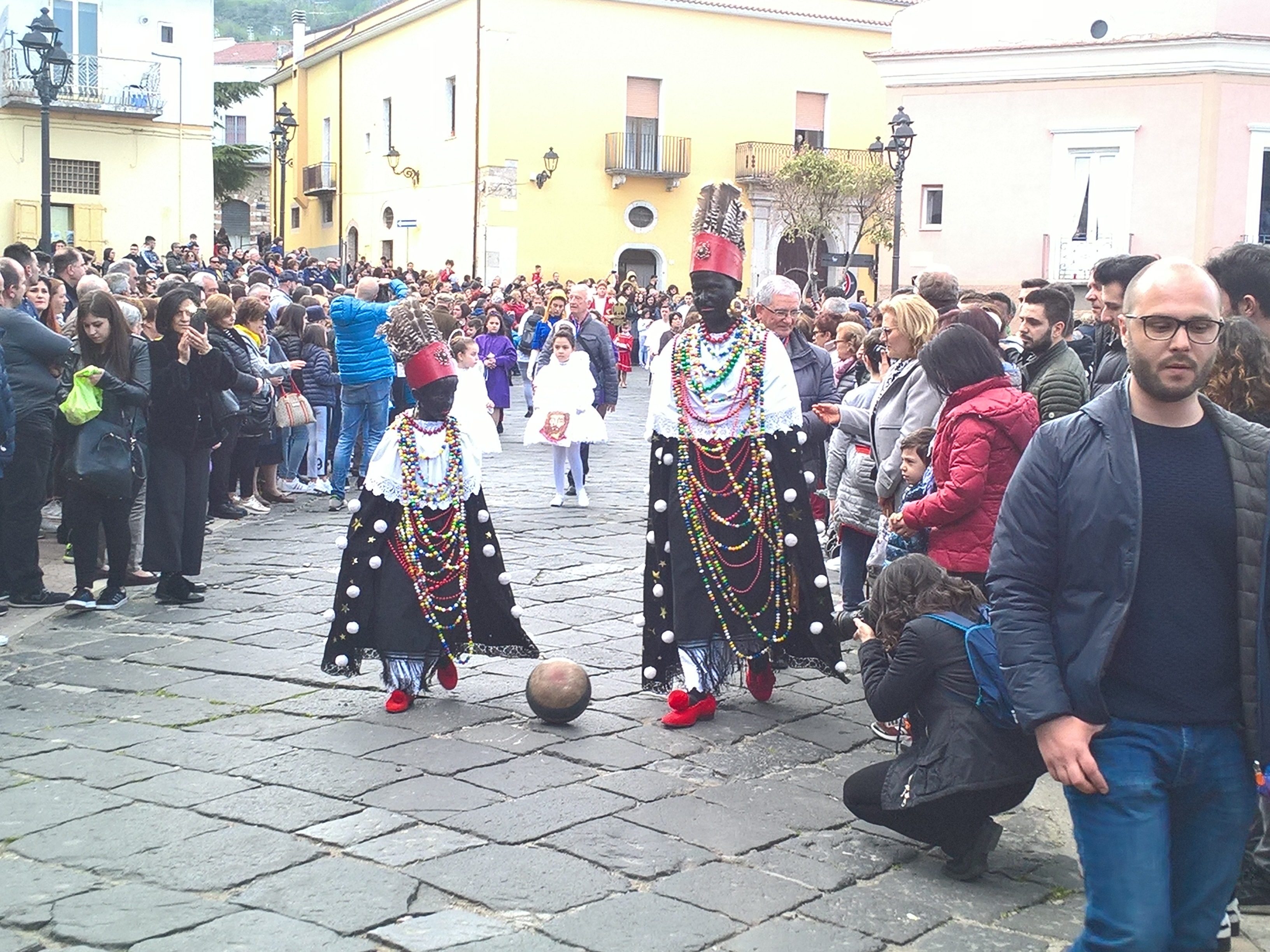
Il Moro

Barile ogni anno vive la sua grande giornata, frutto di una tradizione secolare che vede nella cittadina la perpetuazione di una manifestazione religiosa legata alla morte di Cristo: accanto alle drammatiche scene di dolore e di pianto, a fianco a personaggi che conservano fedelmente le descrizioni bibliche, convivono elementi originali, dove la realtà storica concede il passo alla fantasia popolare. Pare che il primo a creare la manifestazione sia stato un sacrestano della chiesa madre che, per arricchire la Via Crucis, si adoperò con pochi mezzi e rudimentali costumi a rappresentare le scene del dramma.
La partecipazione popolare è vivissima sia nella fase preparatoria, perché gente di ogni età e di ogni ceto sociale offre il proprio contributo materiale (gioielli, oggetti della passione) che in quella conclusiva, quando la massa osserva la grande scena, che prevede 126 persone, quindi 25 gruppi di personaggi che percorrono per quattro ore le vie del paese, con la chiusura alla presenza delle statue del Cristo Morto e dell'Addolorata, preceduti dal sacerdote che invita i fedeli alla preghiera e alla meditazione dei misteri.
Nella rievocazione della passione di Cristo, motivo di grande significato è l'oro che copre i simboli e riveste i personaggi della sacra rappresentazione, secondo le caratteristiche proprie dell'arte bizantina: esso copre le croci e gli abiti bianchi delle "tre Marie", bimbe che simboleggiano purezza e innocenza, le braccia impastate della Veronica, impreziosisce le dita dei sacerdoti del Sinedrio ma, soprattutto, "veste" la zingara, personaggio singolare che, secondo la tradizione popolare, ha acquistato i chiodi per la crocifissione. Zingara e Moro, altro personaggio, simbolo rappresentativo del male, sono fra i pochi personaggi che si muovono nel corso della processione, ostentando indifferenza e persino allegria nel generale clima di tragedia. Da Natale in poi la ragazza di Barile che interpreterà la zingara, di solito una bella bruna prosperosa, riunisce gli ori delle famiglie del paese. Con i dieci chili di splendidi ori antichi che così raccoglie, la zingara "costruisce" un corpetto ricchissimo, e ancora se ne riempie le dita e le braccia, i capelli e il collo e, ridendo sfacciata, ancheggiando sfrontata davanti all'Ecce Homo insanguinato, regala alla gente ceci e confetti, estraendoli da un cestino rosso in cui sono contenuti i chiodi della crocifissione.

## Cultura

### Cinema
Barile è stata scelta come ambientazione dei film Il Vangelo secondo Matteo di Pier Paolo Pasolini (1964): il regista girò qui alcune scene del film sullo sfondo naturale delle cantine, probabilmente ispirato dall'aspetto geofisico del paesaggio lucano e di Barile in particolare, forse simile per molti aspetti a quello palestinese o da analogie di carattere socioeconomico e psicologico.
Inoltre, a Barile è stato girato il film Un giorno della vita di Giuseppe Papasso (2011).

### Cucina

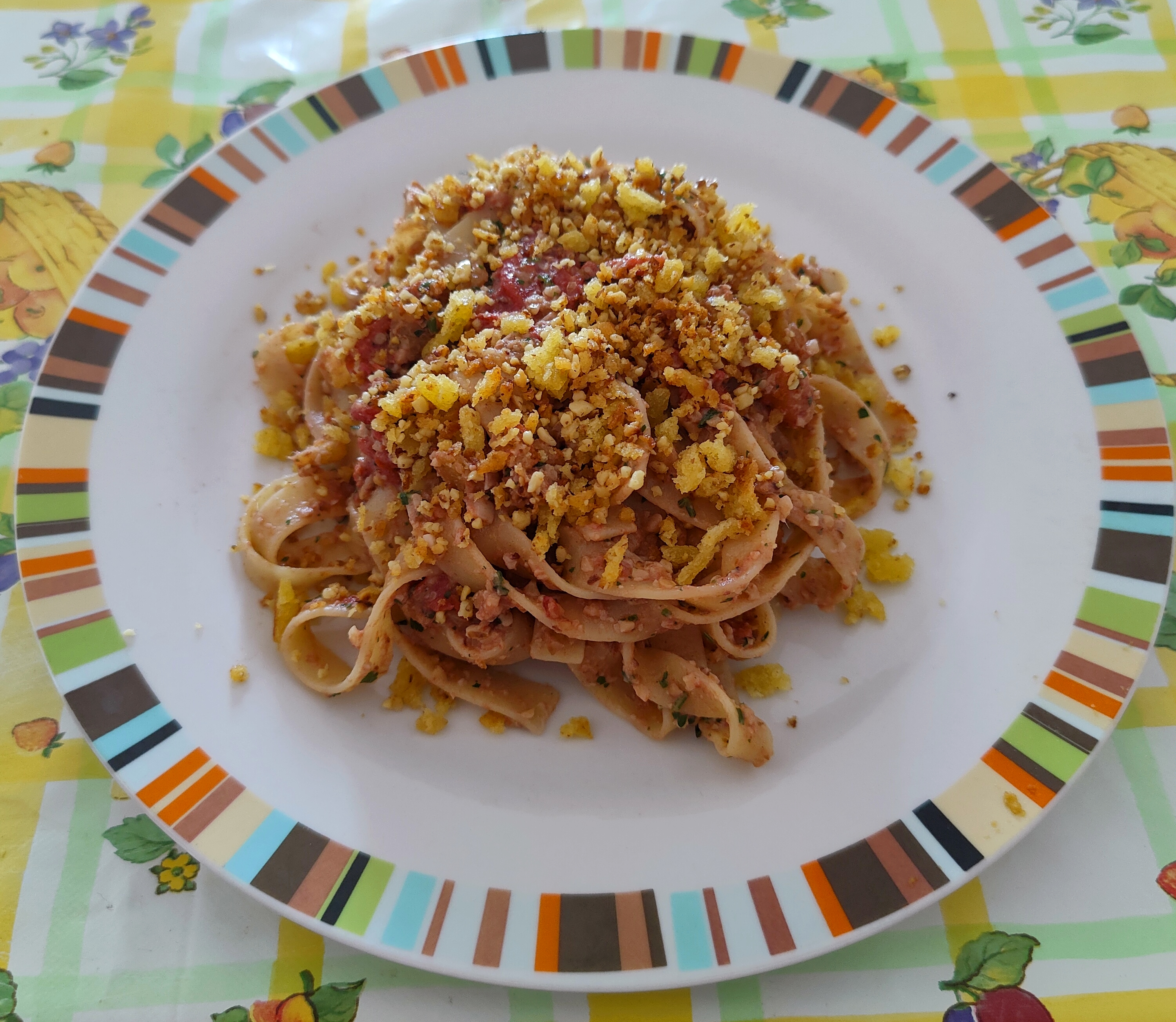
Tumact me tulez, piatto tipico di Barile

Barile è rinomata per il vino Aglianico del Vulture, prodotto in quasi tutta l'area del Vulture. Altro prodotto da menzionare è l'olio (olio del Vulture) che ha ottenuto il riconoscimento DOP nel 2005.
Tipici della zona sono anche i funghi tartufati sott'olio e le castagne del Vulture.
Ai primi di ottobre, si svolge invece, l'evento di rivalutazione del piatto tipico Tumact me tulez, preparato durante i giorni di festa.

## Amministrazione

### Gemellaggi
- Hobart, dal 2009[15]

## Sport
Il calcio, sport principale del comune, è rappresentato dall'associazione "A.S.D.", fondata nel 1982, che ha militato in promozione nel 1994, mentre negli ultimi anni ha militato nel campionato regionale di prima categoria.